# Kaiserpinguin
Der Kaiserpinguin (Aptenodytes forsteri) ist die größte Art aus der Familie der Pinguine (Spheniscidae) und zählt zusammen mit dem Königspinguin (Aptenodytes patagonicus) zur Gattung der Großpinguine (Aptenodytes). Es werden keine Unterarten für den Kaiserpinguin anerkannt. Auf Grund zahlreicher Infotainment- und Dokumentarfilme zählt der Kaiserpinguin zu den bekanntesten Pinguinarten. Der Film Die Reise der Pinguine, der die Brutpflege dieser Art thematisiert, wurde im Jahr 2006 mit einem Oscar ausgezeichnet.
Die Bestandssituation des Kaiserpinguins wurde 2016 in der Roten Liste gefährdeter Arten der IUCN als „Near Threatened (NT)“ = „potentiell gefährdet“ eingestuft.

## Aussehen
Der Kaiserpinguin erreicht eine Körpergröße zwischen 100 und 130 Zentimeter und wiegt zwischen 22 und 37 Kilogramm. Es besteht weder ein Sexualdimorphismus noch ein jahreszeitlicher Unterschied in der Gefiederfärbung.
Ausgewachsene Kaiserpinguine haben einen schwarzen Kopf, ein schwarzes Kinn und eine schwarze Kehle. Der Übergang zwischen der Kehlfärbung und der gelblich-weißen Brust ist sehr scharf. Kaiserpinguine haben auffällige Ohrflecken, die etwa vier Zentimeter breit sind. Sie sind am oberen Ende leuchtend gelb und gehen dann in ein blasseres Gelb über. Die Körperoberseite ist dunkel graublau und wirkt kurz vor der Mauser, wenn das Gefieder sehr abgetragen ist, bräunlich. Die Körperunterseite ist weiß und auf der oberen Brust gelblich überwaschen. Die Flossen sind auf der Unterseite weißlich mit einem dunklen Flecken an der Spitze. Der Schnabel ist etwa acht Zentimeter lang und sehr schmal. Der Oberschnabel ist schwarz, der Unterschnabel variiert je nach Individuum zwischen rosa, orange oder violett. Die Iris ist braun. Die Füße und die Beine sind schwarz, die äußere Seite der Beine ist befiedert.
Jungvögel ähneln den Adulten, allerdings sind sie noch etwas kleiner und ihre Ohrenflecken sind anfangs weißlich. Das Kinn und die Kehle sind weißlich grau, der Schnabel ist schwarz. Die Küken haben ein silbergraues Daunenkleid mit einer auffällig weißen Gesichtsmaske. Der Kopf ist schwarz.
Verwechslungsmöglichkeiten bestehen ausschließlich mit dem Königspinguin. Dieser ist allerdings etwas kleiner. Die gelborangen Gefiederpartien sind etwas leuchtender und schärfer abgegrenzt als beim Kaiserpinguin. Die Beine des Königspinguins sind außerdem nicht befiedert.

## Stimme

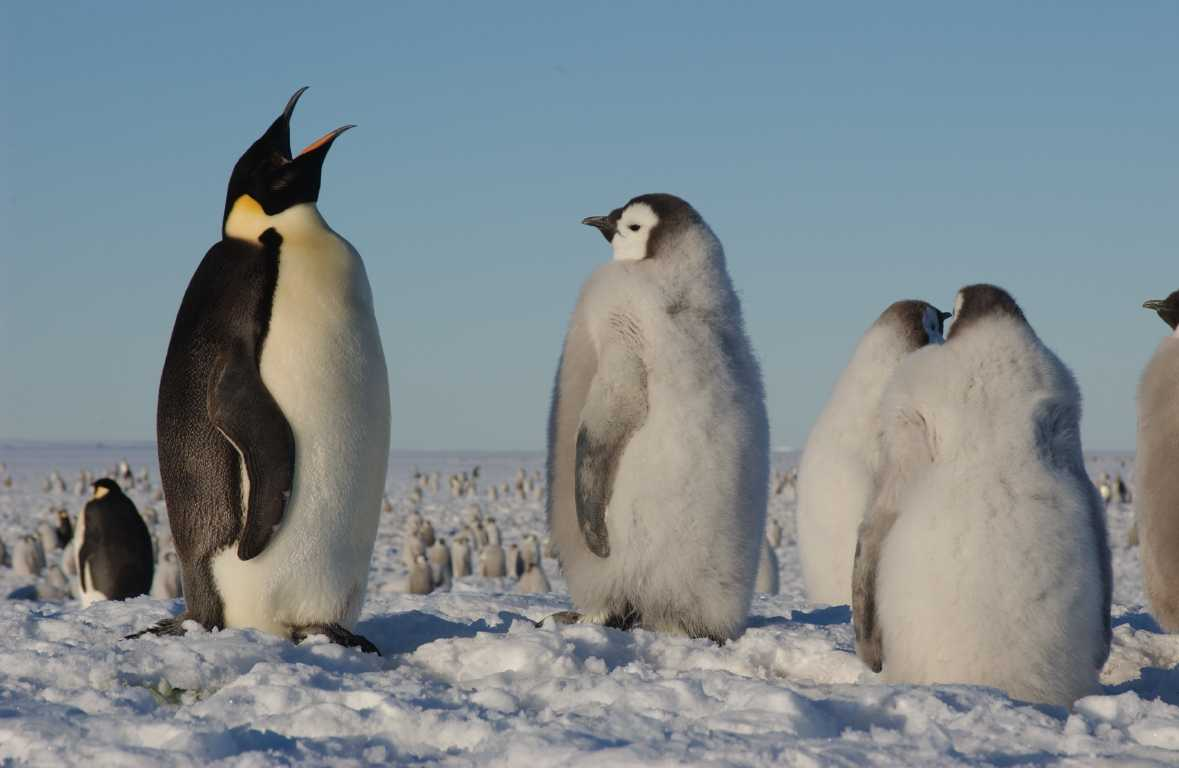
Links ein rufender adulter Kaiserpinguin

Kaiserpinguine haben laute trompetenartige Rufe. Ihre Lautäußerungen sind überwiegend in den Brutkolonien zu hören, gelegentlich geben sie allerdings auch auf offenem Wasser Kontaktlaute von sich. Kaiserpinguine, die an Land Kontaktrufe von sich geben, weisen in der Regel mit ihrem Schnabel nach oben. Der Kontaktruf währt etwa eine Sekunde. Rufe, die in Zusammenhang mit der Paarbildung stehen, sind komplexer in ihrem Rhythmus und bestehen aus einer Reihe wiederholter Silben, die von kurzen Pausen unterbrochen werden. Sie werden von beiden Geschlechtern gerufen. Der Ruf des Weibchens weist mehr Silben auf. Die Rufe sind individuell auf Grund der Reihung der Silben und den Pausen dazwischen unterscheidbar. Diese Rufe sind vor allem in der Zeit der Paarbildung zu vernehmen. Verpaarte Vögel sind nicht sehr ruffreudig, erst nach der Eiablage sind wieder Rufe zu hören. Paare rufen dann auch häufig gemeinsam.
Drohrufe sind in der Regel sehr kurz und sehr variabel. Sie erinnern zum Teil an die Kontaktrufe, ähneln gelegentlich auch einem Grunzen. Die Kontaktrufe der Küken sind kurz und dauern etwa eine halbe Sekunde. Das individuelle Rufmuster eines Kükens entwickelt sich kurz nach dem Schlupf und verändert sich während der Nestlingszeit kaum. Der Ruf spielt eine erhebliche Rolle beim Finden von Elternvogel und Küken innerhalb der Brutkolonie.

## Verbreitung und Bestand

Verbreitung des Kaiserpinguins:
Brutgebiete
Nicht Brüten
Streifzüge (nicht Brüten)

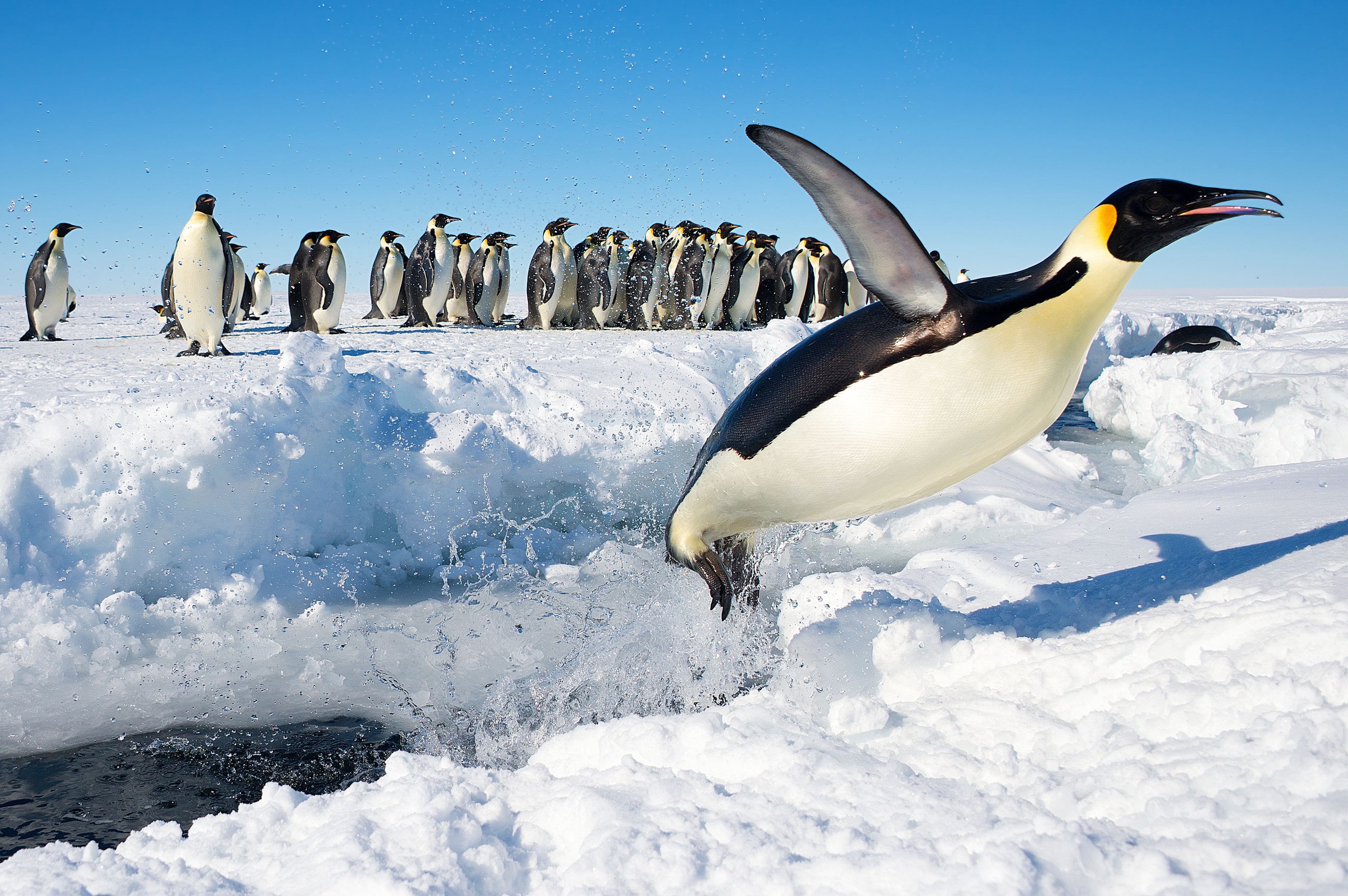
Ein Kaiserpinguin springt an der Eiskante aus dem Wasser

Der Kaiserpinguin ist zirkumpolar verbreitet und ist der am südlichsten lebende Pinguin. Er ist gleichzeitig das einzige Wirbeltier, das im antarktischen Inlandeis über längere Zeit verweilen kann. Der Lebensraum des Kaiserpinguins sind die kalten Gewässer der antarktischen Zone. Er hält sich innerhalb der Packeisgrenzen auf. Seine Brutgebiete liegen auf Meereis zwischen dem 66° und 78° S. Brutkolonien finden sich am Rand von Antarktika, der antarktischen Halbinsel und angrenzenden Inseln. Irrgäste werden gelegentlich auch nördlich des 65° S beobachtet und sind gelegentlich auch vor Südgeorgien, der Heardinsel sowie vor Neuseeland gesehen.
Die Zahl der geschlechtsreifen und damit fortpflanzungsfähigen Kaiserpinguine wurde nach Auswertung von Satellitenaufnahmen (Stand 2012) auf 595.000 Tiere in 46 Kolonien geschätzt. Neuere Satelliten- und Drohnenaufnahmen (Stand 2024) ergaben 66 Kolonien rund um den antarktischen Kontinent mit 260 000 Brutpaaren. Zusammen mit den Jungtieren sind es etwa 600 000 Kaiserpinguine.
Brutkolonien liegen gewöhnlich auf flachem Meereis und befinden sich entweder in der Nähe der Eiskante oder bis zu 18 Kilometer weiter im Inland. Häufig liegen sie im Windschatten von Eisklippen, -hügeln oder -bergen.

## Ernährung
Der Kaiserpinguin ist ein Seevogel und jagt ausschließlich im Meer. Er ernährt sich von Fischen, Tintenfischen und Krill. Kaiserpinguine jagen in Gruppen. Sie schwimmen direkt in einen Fischschwarm hinein, bewegen sich dort schnell hin und her und schnappen nach allem, was vor ihre Schnäbel kommt. Kleinere Beutetiere fressen sie direkt im Wasser, mit größeren Beutetieren müssen sie an die Wasseroberfläche kommen, um sie dort zu zerteilen. Bei der Jagd legen die Kaiserpinguine große Entfernungen zurück und erreichen Geschwindigkeiten von bis zu 36 km/h und Tiefen von bis zu 535 Metern. Notfalls können sie bis zu zwanzig Minuten unter Wasser bleiben. Je heller es ist, desto tiefer tauchen sie. Als Sichtjäger spüren sie die Beute nicht durch ihr Gehör oder Echolot auf, sondern müssen sie sehen, um sie zu fangen.

## Schutz vor Auskühlung
Pinguine haben ein Gefieder, welches sich im Lauf der Evolution speziell angepasst hat. Sie haben 15 verschiedene Arten von Federn, vor allem sehr warme Daunen, zusammen bilden sie ein dichtes Gefieder. Mit Hilfe des Schnabels und der Füße reiben die Pinguine ihr Gefieder mit einem ölig-tranigen Drüsensekret ein, welches von der Bürzeldrüse (Hautdrüse) gebildet wird. Das Gefieder wird dadurch vollständig wasserdicht. Das Sekret hält die Federn weich und geschmeidig und hemmt außerdem das Wachstum von Pilzen und Bakterien. An der Bürzeldrüse scheidet ein Pinguin täglich bis zu einhundert Gramm Sekret aus. Pinguine wenden täglich viel Zeit für die Gefiederpflege auf. Während der einmal im Jahr auftretenden Mauser ist eine weitere Besonderheit zu beobachten. Während bei vielen anderen Vögeln sich bei der Mauser das Gefieder ausdünnt oder kahle Stellen sichtbar werden, ist dies bei Pinguinen nicht der Fall. Bei ihnen wachsen die neuen Federn unterhalb der Federschäfte des alten Gefieders. Wenn die neuen Federn größer werden, drücken sie die alten Schäfte schrittweise nach außen, bis die alten Federn abfallen. Dann kommt darunter bereits eine neue Feder zum Vorschein, die die Lücke sofort schließt und damit den Wärmeschutz aufrechterhält.
Unter dem Pinguingefieder haben Pinguine außerdem noch eine dicke Fettschicht, die jedoch außer beim Kaiserpinguin nicht signifikant zum Kälteschutz beiträgt. Das Gefieder macht rund 90 % der Isolierung bei einem Pinguin aus. Im Gegensatz zu Walen oder Robben dient die Fettschicht des Pinguins hauptsächlich als Nährstoffvorrat und kaum zum Kälteschutz. Wie effizient das Gefieder verhindert, dass Körperwärme nach außen dringt, zeigt sich bei Kaiserpinguinen, die nach Schneestürmen zum großen Teil mit Schnee bedeckt sind. Der Schnee beginnt praktisch nicht zu schmelzen, weil die Temperatur an der Körperoberfläche nur unwesentlich über 0 °C liegt.

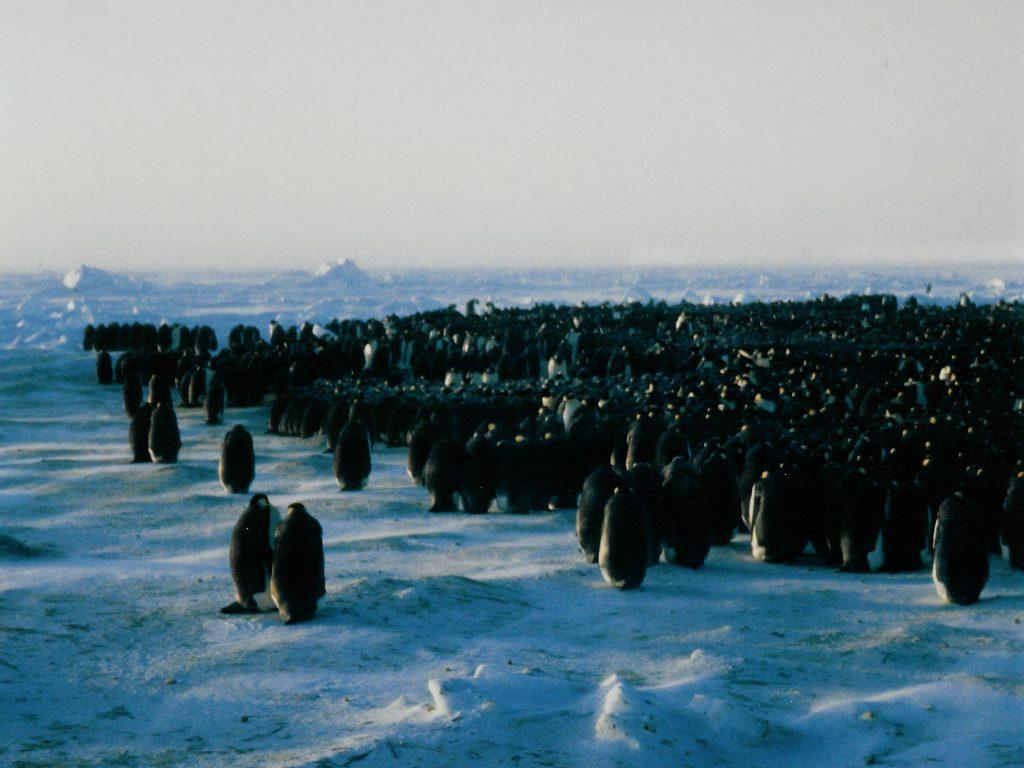
Huddle von Kaiserpinguinen

Die Füße der Kaiserpinguine sind an der Unterseite nur sehr gering durchblutet und geben wenig Wärme an den eisigen Untergrund ab. Die Füße der Männchen sind an der Oberseite, auf der das Ei liegt, stark durchblutet.
Während sich tagsüber bei Sonneneinstrahlung eine Pinguinkolonie eher unregelmäßig auf der Eisfläche verteilt, rücken die Pinguine ab Sonnenuntergang zu sogenannten Huddles („Kuschelhaufen“) zusammen, um sich gegen Kälte und Wind zu schützen, insbesondere bei Stürmen ein überlebensnotwendiges Verhalten. Als soziale Tiere rücken sie eng zusammen, etwa 1000 Tiere bilden so eine Kuscheleinheit, die ständig in Bewegung ist. In der Mitte der Gruppe kann es bis zu 20, 25 Grad plus haben, am Außenrand herrscht bis zu minus 60 Grad. Deshalb wechseln die Tiere ständig ihren Platz. Die von ganz außen begeben sich ins Zentrum, und die dortigen Tiere, für die 20 Grad auf Dauer viel zu warm sind, suchen sich kühlere Stellen.

## Fortpflanzung und Aufzucht der Jungen

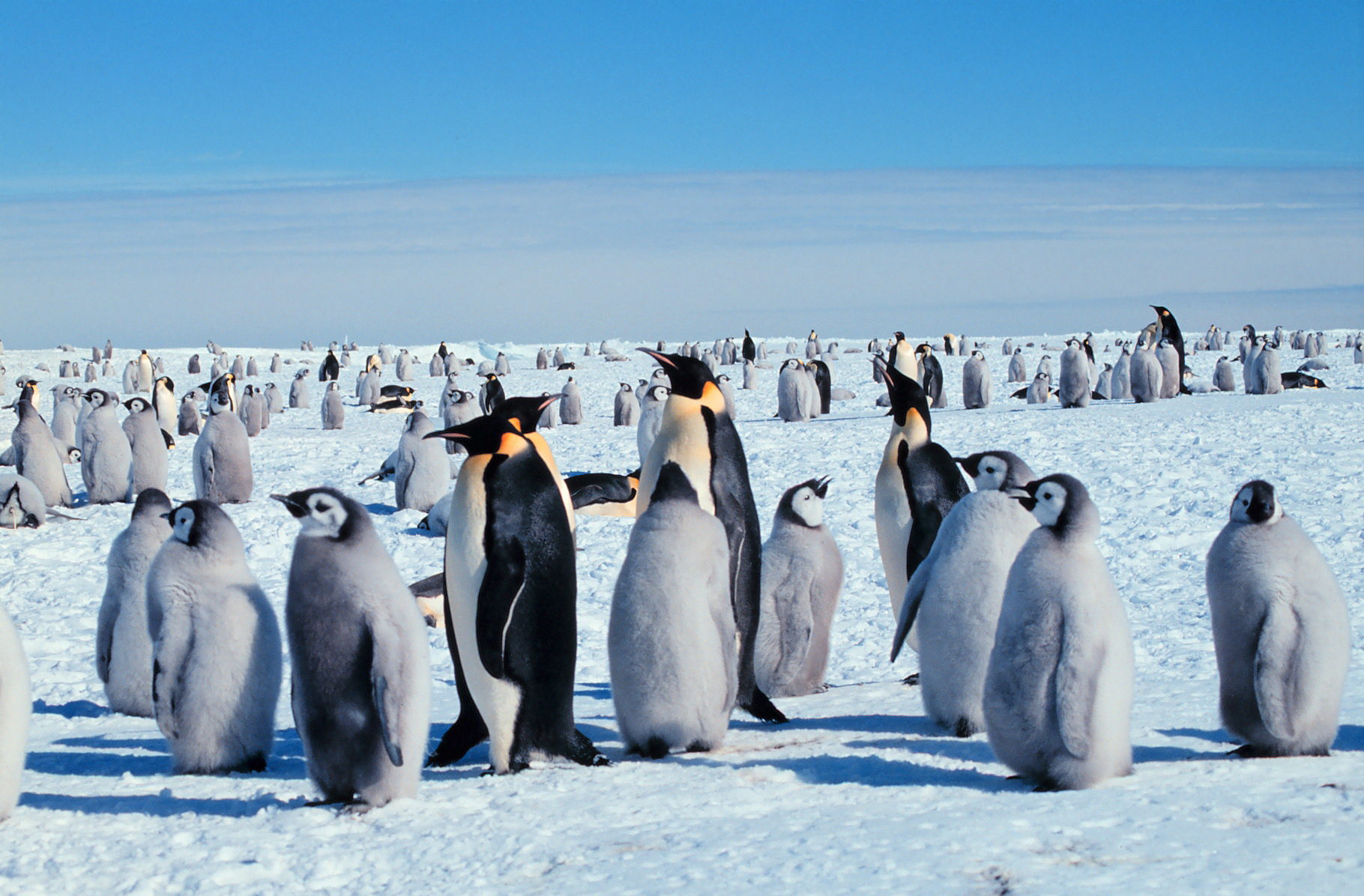
Kaiserpinguine mit Jungtieren

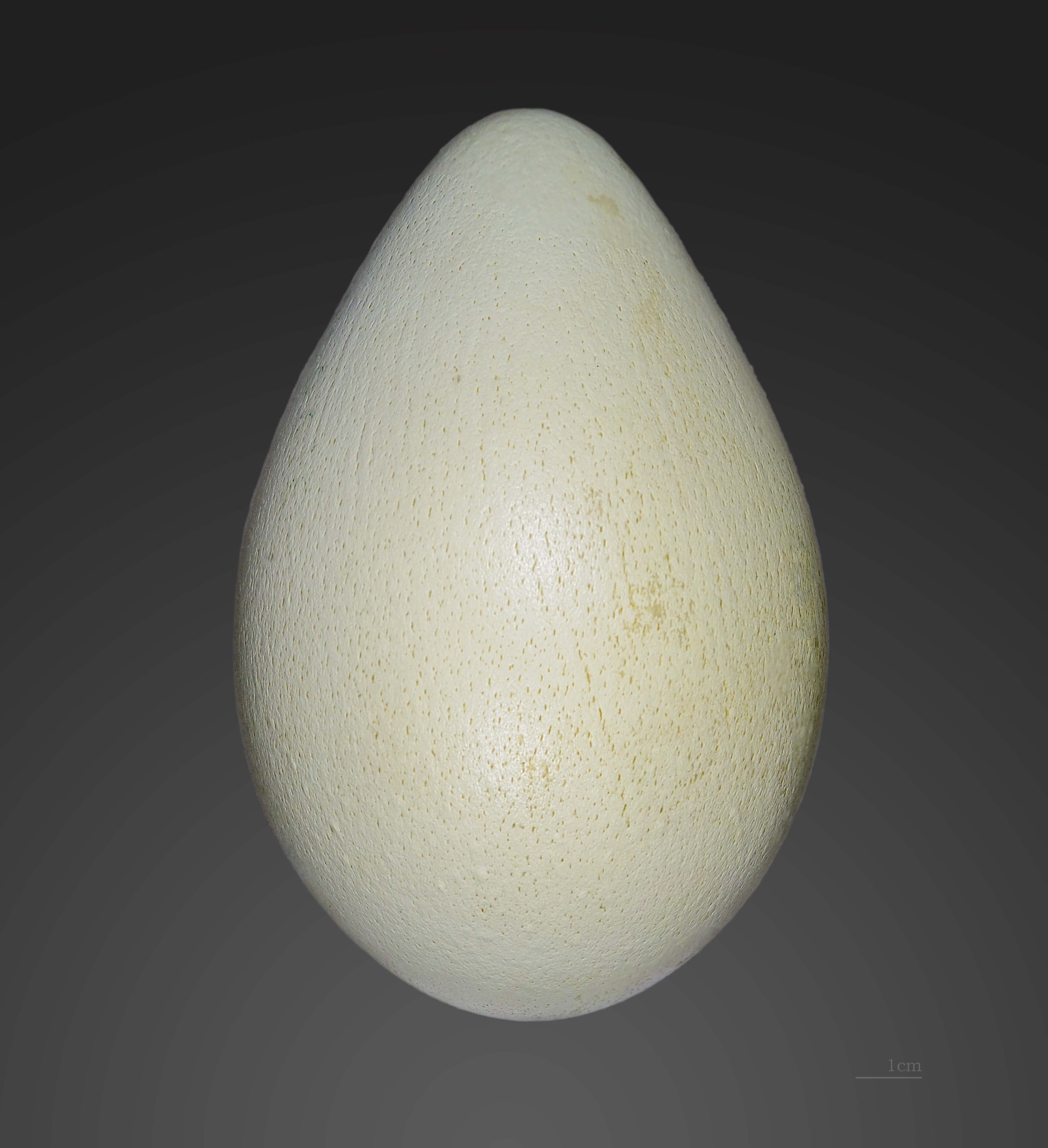
Ei des Kaiserpinguins

Kaiserpinguine pflanzen sich im Alter von drei bis sechs Jahren erstmals fort. Der Brut-Kreislauf der Kaiserpinguine beginnt etwa im März, im antarktischen Herbst, indem sie ihre Brutplätze auf dem stabilen Meereis nahe der Küste suchen. Sie wandern bis zu 200 Kilometer landeinwärts über das gefrorene Meer zu ihren Brutplätzen. Diese müssen in Gegenden liegen, in denen im antarktischen Sommer das Eis nicht schmilzt. Im April beginnt die Paarungszeit mit der Balz und im Mai/Juni (antarktischer Winter) fangen sie mit der Brut an. Sie bauen kein Nest wie andere Pinguinarten, sondern bilden gemeinsam in Talsenken oder im Windschatten von Anhöhen gelegene Kolonien, in denen die Tiere oft den Ort wechseln. An warmen Tagen ziehen sich die Kolonien weitläufig auseinander. Die Paarungspartner erkennen sich an stimmlichen Merkmalen, wobei die oft überzähligen Weibchen um die Gunst der Männchen buhlen. 
Zwischen Mai und Juni legt das Weibchen ein einziges Ei, welches rund 450 Gramm wiegt, und übergibt es sofort dem Männchen. Das Weibchen  verlässt nach der Ablage die Brutkolonie und kehrt ins Meer zurück, wo es auf Nahrungssuche geht. Das Männchen legt sich das Ei auf die Füße, bedeckt es mit seiner Bauchfalte und trägt es so umher. Dabei kann es vorkommen, dass das Ei von den Füßen auf das Eis rollt. In diesem Fall stirbt der Embryo nach ein bis zwei Minuten unweigerlich ab. Um sich vor dem eisigen Wind zu schützen, rücken die Tiere eng zusammen, wechseln jedoch ständig ihre Plätze, so dass jedes Tier mal am Rand und mal im wärmeren Inneren der kreisförmig zusammengezogenen Kolonie steht.
Die Küken schlüpfen nach etwa 64 Tagen Brutzeit ab Mitte Juli und haben bis zum Januar (Sommer auf der Südhalbkugel) Zeit flügge zu werden. Sie tragen einen feinen grauen Flaum. Ihr Köpfchen ist schwarz und rund, um die Augen haben sie einen weißen Ring. Zunächst verbleiben sie in der Bauchfalte der Männchen. Die Männchen füttern ihre Jungen mit einer milchigen Substanz (Trophallaxis), wobei sie während der Brutphase ein Drittel ihres Körpergewichtes verlieren.
Die Weibchen kehren mit rund drei Kilogramm vorverdautem Fisch zum Küken zurück. Das Küken bekommt vom Weibchen seinen ersten Fisch. Nun wandern die Männchen zum Meer, um ihre Reserven aufzufüllen. Beim Austausch der sehr jungen Küken von den Vätern zu den Müttern muss der Wechsel sekundenschnell vonstattengehen, da die Küken den antarktischen Temperaturen nur wenige Sekunden standhalten. Viele Jungtiere sterben bei diesen Tauschmanövern. Die Alttiere wechseln sich nun ständig mit der Fütterung ab. Da inzwischen Sommer in der Antarktis herrscht, zeigt sich der Vorteil dieser Brutstrategie: Das Küken benötigt viel Nahrung, um zu wachsen, und der Weg zum Meer verkürzt sich zusehends mit der zunehmenden Schmelze des Packeises.
Während die Küken auf ihre Eltern warten, schließen sie sich zu einer sogenannten Crèche, einer Ansammlung von Jungvögeln, zusammen. Sie stehen dicht beieinander, um sich vor der antarktischen Kälte zu schützen.
Bei der ersten Mauser verliert der Nachwuchs das Flaumfederkleid und bekommt das Federkleid der Erwachsenen. Im Alter von etwa sechs Monaten verlassen die Jungtiere die Pinguinkolonie und kehren erst drei bis sechs Jahre später dorthin zurück, um selbst zu brüten.

## Natürliche Feinde
Kaiserpinguine haben sehr wenige Feinde und können bis zu 50 Jahre alt werden, auch wenn sie normalerweise mit etwa 20 Jahren sterben. Die einzigen Feinde, die einen erwachsenen Kaiserpinguin im Wasser oder in der Nähe des Wassers töten könnten, sind Seeleoparden oder Orcas.
Auf dem Packeis kommt es vor, dass Raubmöwen und Riesensturmvögel Küken der Kaiserpinguine erbeuten. Die größte Bedrohung geht dabei vom Riesensturmvogel aus, der für bis zu einem Drittel der Verluste unter den jungen Kaiserpinguinen verantwortlich ist.

## Klimawandel
Das Meereis wächst im antarktischen Winter kontinuierlich, so dass bislang im Schnitt bis Ende September riesige Eisflächen von zusammengenommen 18,5 Millionen Quadratkilometern entstehen. Bis zum Sommer schrumpfen sie wieder, bis durchschnittlich noch 3 Millionen Quadratkilometer davon übrigbleiben. Bis 2016 war das Meereis der Antarktis noch weitgehend stabil, teilweise wuchs es noch. Seitdem verändert es sich, jedes Jahr schmilzt und zerbricht es früher.

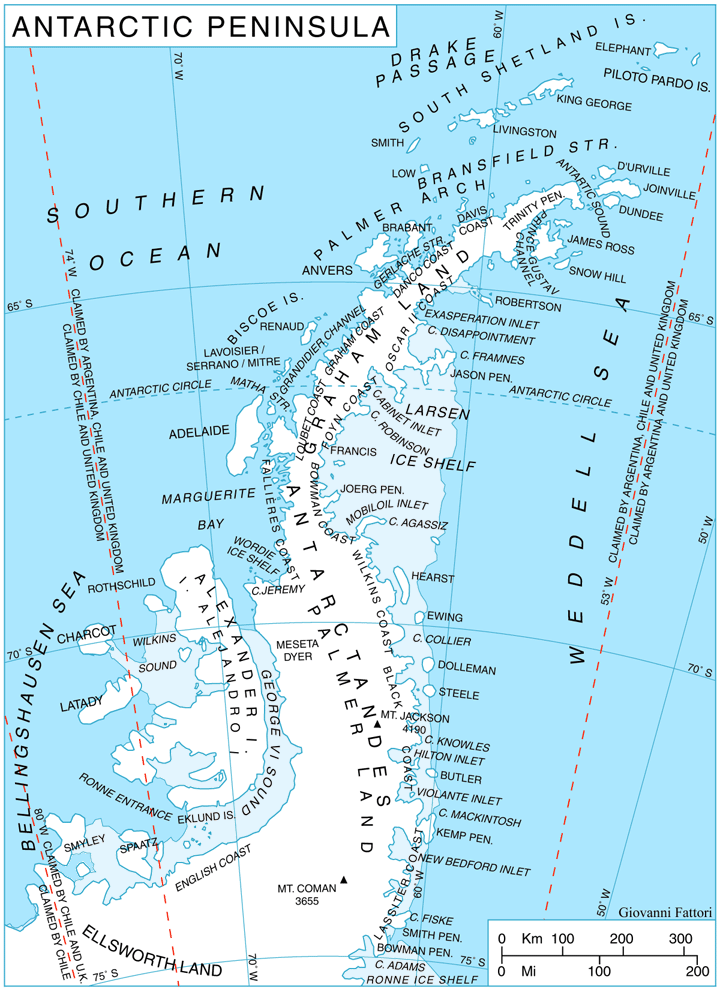
Antarktische Halbinsel (verzeichnet) mit Smyley-Insel, Rothschild Island an der Bellingshausensee.

Die Kaiserpinguine sind auf stabiles, an Land befestigtes Meereis angewiesen, das sie zum Brüten und Mausern nutzen, während sie die Randeiszone gleichzeitig als Nahrungshabitat verwenden. Sie erreichen ihre bevorzugten Brutplätze zwischen Ende März und April und legen von Mai bis Juni Eier. Die Eier schlüpfen nach 65 Tagen und die Küken werden zwischen Dezember und Januar flügge. Deshalb muss das an Land befestigte Eis, auf dem sie brüten, zwischen April und Januar stabil bleiben, um eine erfolgreiche Brut zu gewährleisten.
2022 war ein besonders warmes Jahr in der Antarktis, am stärksten betroffen war die zentrale und östliche Region der Bellingshausensee, wo das Eis komplett verschwand. Dort verloren vier von fünf Kolonien der Kaiserpinguine alle ihre Küken. Satellitenbilder zeigten, dass die von den Pinguinen als Brutstätten verwendeten Eisflächen komplett verschwunden waren, bevor die Küken ihr wasserdichtes Gefieder ausgebildet hatten. 
Die fünf untersuchten Pinguinkolonien an der Bellingshausensee, auf Rothschild Island, Verdi Inlet, Smyley Island, Bryan Peninsula und Pfrogner Point, wurden in den letzten 14 Jahren mit Hilfe von Satellitenbildern entdeckt, etwa 630 auf Rothschild Island bis 3500 Paare auf Smyley Island. Alle fünf Kolonien kehrten bisher nachweislich jedes Jahr an denselben Ort zurück, um zu brüten. Nur einmal, im Jahr 2010, kam es auf der Bryan-Halbinsel zu einem Brutausfall. Für die Analyse werden routinemäßig die Satellitenbilder der europäischen Copernicus-Satellitenmission Sentinel-2 genutzt, die das Gebiet in der Antarktis seit 2018 kontinuierlich überwacht.
Der 2022 aufgetretene Brutausfall bei Kaiserpinguinen ist einer der ersten Belege für die direkten Auswirkungen der antarktischen Erwärmung auf die Lebensfähigkeit der Kaiserpinguin-Populationen. Warum das Meereis in wenigen Jahren so viel schneller schmilzt, ist noch nicht hinreichend geklärt. Während im Sommer auf der Antarktischen Halbinsel bislang Temperaturen von null bis maximal zehn Grad normal waren, waren es in den letzten Jahren bis zu 20 Grad, Temperaturen, die seit Beginn der Aufzeichnungen in den 1940er-Jahren noch nie zuvor gemessen wurden.
Die Kaiserpinguine können sich nur bedingt an die neue klimatische Situation anpassen, in dem sie sich zu stabilerem Eis hinbewegen, was auch schon beobachtet wurde. Ihren langen Brut-Zyklus können sie dagegen nicht ändern.
Wenn die derzeitigen Trends der globalen Erwärmung zu Grunde gelegt werden, werden bis Ende des Jahrhunderts 90 Prozent aller Kaiserpinguin-Kolonien ausgestorben sein.

## Filme
- Der lange Marsch der Pinguine. Dokumentarfilm, Antarktische Forscher, 1997.
- Überlebenskünstler – Kaiserpinguine in der Antarktis. Dokumentarfilm, Marco Polo Film, 2006.
- Happy Feet. US-amerikanisch-australischer Animationsfilm von George Miller aus dem Jahr 2006.
- Happy Feet 2. US-amerikanisch-australischer Animationsfilm von George Miller aus dem Jahr 2011. Fortsetzung von Happy Feet.
- Einem großen Publikum ist der Kaiserpinguin durch den Kinofilm Die Reise der Pinguine  aus dem Jahr 2005 bekannt geworden. Dieser Film berichtet über das Wander-, Paarungs- und Brutpflegeverhalten der Kaiserpinguine aus der vermenschlichten (anthropomorphisierenden) erzählenden Sichtweise der Tiere. Er erfüllt damit nicht die strengen wissenschaftlichen Ansprüche an einen Dokumentarfilm, war jedoch kommerziell erfolgreich und wurde bei der Oscarverleihung 2006 als „Bester Dokumentarfilm (Langform)“ geehrt.
- Die Reise der Pinguine 2, Dokumentarfilm von 2017[14].